# Тютчев, Николай Иванович
Никола́й Ива́нович Тю́тчев (27 октября (8 ноября) 1876 — 26 августа 1949) — русский коллекционер и музейный работник; основатель и первый директор музея-усадьбы Мураново. Внук поэта Фёдора Тютчева, последний владелец родовой усадьбы Овстуг. Заслуженный деятель искусств РСФСР (1946).

## Биография
Родился в дворянской семье Ивана Фёдоровича Тютчева (1846—1909), член Государственного совета и Ольги Николаевны Путята (1840—1920).
Начальное образование получил дома, затем с отличием окончил лицей в память цесаревича Николая (1896), где его одноклассниками были Владимир Симанский (будущий патриарх Московский и всея Руси Алексий) и будущий муж сестры Василий Пигарев, и Демидовский юридический лицей (1902).
Служил чиновником особых поручений при Московском генерал-губернаторе. Дослужился до надворных советников. Был пожалован придворными званиями камер-юнкера (1907) и «в должности церемониймейстера» (1912). Состоял членом совета и правителем дел Иверской общины сестёр милосердия, а также почётным попечителем Сергиево-Посадской гимназии. Коллекционировал картины, старинный фарфор, редкие книги и предметы, связанные с историей своей семьи.

## Мураново
После революции, в 1918 году Николай Иванович и его мать Ольга Николаевна решили передать усадьбу Мураново государству, а 1 августа 1920 года в главном усадебном доме был открыт музей имени Ф. И. Тютчева. В 1922 году вошёл в комиссию по охране памятников искусства и старины при Моссовете, а в 1924 — был назначен пожизненным хранителем и директором музея.
Николай Иванович передал музею значительную часть своей коллекции, создал первую мемориальную экспозицию и составил первые путеводители по музею. В устройстве музею ему помогали старший брат Фёдор (полный тёзка великого поэта), сестра Екатерина и её сын Кирилл, ставший преемником Тютчева на посту директора музея. Они восстановили парк и сами водили экскурсии по музею. В музее были открыты постоянные отделы, посвящённые Е. А. Боратынскому и Ф. И. Тютчеву, организован Мурановский архив.
Н. И. Тютчев был холост. Скончался в 1949 году в Муранове и был похоронен у домовой церкви рядом с могилой отца. В кресле директора мурановского музея его сменил племянник К. В. Пигарёв.

## Награды и звания
- Заслуженный деятель искусств РСФСР (12.12.1946)
- Орден Трудового Красного Знамени (16.12.1946)

Комната Николая Ивановича в мурановском особняке была превращена в мемориальный кабинет.

## Сочинения
- Тютчев Н. И., Чулков Г. И. Мураново // Подмосковные музеи. — Вып. 3. — М.-Л.: Государственное издательство, 1925.